# Южноцентрално държавно предприятие
Южноцентрално държавно предприятие – Смолян е част от Министерство на земеделието, храните и горите. Простира се на територията на областите Смолян, Пловдив, Пазарджик и Кърджали.
Включва 28 държавни горски стопанства – „Акад. Николай Хайтов“, „Алабак“, „Ардино“, „Асеновград“, „Батак“, „Борино“, „Доспат“, „Златоград“, „Карлово“, „Кирково“, „Клисура“, „Крумовград“, „Михалково“, „Момчилград“, „Пазарджик“, „Панагюрище“, „Пещера“, „Пловдив“, „Първомай“, „Ракитово“, „Родопи“, „Селище“, „Славейно“, „Смилян“, „Смолян“, „Триград“, „Хисар“ и „Широка лъка“, и 7 държавни ловни стопанства – „Борово“, „Женда“, „Извора“, „Кормисош“, „Тракия“, „Чепино“ и „Широка поляна“.
Площта му е 860 572 ha, като държавните горски територии заемат 717 192 ha. Надморската височина е между 100 m – по поречието на Марица, и 2198 m – връх Голям Перелик. Площ от 432 967 ha е част от Натура 2000. Около 31 % от горския фонд е бял бор, 15 % – смърч, 9 % – черен бор, 18 % – дъб, 15 % – бук. Общият запас на горските територии, собственост на държавата, е 134 301 631 m3, а средногодишният прираст възлиза на 2 388 810 m3. Средната възраст на горите е 63 години. Посадъчният материал се произвежда в 37 горски разсадника, като 7 от тях са с национално значение.